# Wysoka Wielka (województwo wielkopolskie)
Wysoka Wielka – wieś w Polsce położona w województwie wielkopolskim, w powiecie pilskim, w gminie Wysoka. Wchodzi w skład sołectwa Wysoka Mała.
W latach 1975–1998 miejscowość należała administracyjnie do województwa pilskiego.